# Marie Kratochvílová (politička)
Marie Kratochvílová (* 1. února 1930) byla česká a československá politička Komunistické strany Československa a poúnorová poslankyně Národního shromáždění ČSSR a Sněmovny lidu Federálního shromáždění.

## Biografie
Ve volbách roku 1960 byla zvolena za KSČ do Národního shromáždění ČSSR za Severomoravský kraj. Mandát obhájila ve volbách v roce 1964. V Národním shromáždění zasedala až do konce jeho funkčního období v roce 1968. K roku 1968 se profesně uvádí jako dělnice z obvodu Hranice.
Po federalizaci Československa usedla roku 1969 do Sněmovny lidu Federálního shromáždění (volební obvod Hranice), kde setrvala do prosince 1970, kdy rezignovala na poslanecký post.